# جورج بليكلي (ضابط)
جورج بلاكلي (بالإنجليزية: George Blakely)‏ من مواليد 5 يوليو عام 1870 وتٌوفي في 16 نوفمبر عام 1965 هو ضابط بالجيش الأمريكي برتبة عميد خلال الحرب العالمية الأولى.

## حياته المُبكرة
وُلد جورج في بنسلفانيا. وفي عام 1892 تخرج في المرتبة الراتبة بين اثنين وستين ضابطًا من الأكاديمية العسكرية الأمريكية. كان شقيقه الأصغر تشارلز سكول بليكلي خريج الأكاديمية العسكرية الأمريكية وأصبح عميدًا في وقت لاحق.

## حياته المهنية
بعد التخرج، تم تكليفه في لواء المدفعية الثاني وتخرج من مدرسة المدفعية في عام 1896. ومن عام 1898 حتى عام 1901، ومرة أخرى من عام 1903 إلى عام 1908، كان أستاذًا مساعدًا للرياضيات في الأكاديمية العسكرية الأمريكية. خدم في سلاح المدفعية بالسواحل ثم ثرقّى بعد ذلك إلى إدارة المفتش العام. وفي الثاني من أغسطس عام 1917، ترقّى إلى رتبة عميد وقاد لواء المدفعية الميداني الحادى والستين في فورت وورث بولاية تكساس. وفي الفترة من 18 سبتمبر 1917 وحتى 5 ديسمبر من نفس العام، قاد بشكل مؤقت فرقة المشاة 36. ومن يوليو إلى أكتوبر 1918، قاد منطقة مدفعية ساحل جنوب الأطلسي. ومن أكتوبر 1918 إلى فبراير 1919، أرسل إلى فرنسا كقائد عام لواء المدفعية الـ38. ثم قاد بعد الحرب منطقة مدفعية ساحل شمال المحيط الهادي.
تقاعد جورج في عام 1924 برتبة عقيد، ثم مُنح رتبة عميد من الكونغرس في يونيو 1930.

## وفاته وإرثه
تُوفي جورج بلاكلى عن عمر يناهز خمسة وتسعين في 16 نوفمبر عام 1965.

## فهارس
- Davis, Henry Blaine. Generals in Khaki. Raleigh, NC: Pentland Press, 1998. (ردمك 1571970886) 231779136
- Marquis Who's Who, Inc. Who Was Who in American History, the Military. Chicago: Marquis Who's Who, 1975. (ردمك 0837932017) 657162692